# Дернбах (Дирдорф)
Дернбах (нем. Dernbach) — община в Германии, в земле Рейнланд-Пфальц.
Входит в состав района Нойвид. Подчиняется управлению Пудербах. Население составляет 989 человек (на 31 декабря 2010 года). Занимает площадь 5,48 км².